# Jerzy Maria Nowak
Jerzy Maria Nowak, właśc. Jerzy Marian Nowak (ur. 19 października 1937 w Bucniowie) – polski dyplomata, prawnik i urzędnik państwowy, ambasador w Hiszpanii, przy ONZ i przy NATO, w latach 2007–2010 prezes Stowarzyszenia Euro-Atlantyckiego.

## Życiorys
Do liceum uczęszczał w Opolu. W 1960 ukończył studia na Wydziale Dyplomatyczno-Konsularnym Szkoły Głównej Służby Zagranicznej, gdzie wśród jego wykładowców byli Julian Makowski, Stanisław Nahlik i Armand Vetulani. Następnie w 1967 doktoryzował się z nauk prawnych na Wydziale Prawa Uniwersytetu Mikołaja Kopernika w Toruniu. W 2012 habilitował się na tej samej uczelni z nauk humanistycznych (dyscyplina nauki o polityce, specjalność stosunki międzynarodowe).
Od 1960 pracownik Ministerstwa Spraw Zagranicznych. W kraju kierował Departamentem Studiów i Programowania (1987–1991) i Departamentem Polityki Bezpieczeństwa (1997–2000). Był członkiem zespołu negocjującego przystąpienie Polski do NATO i negocjatorem adaptowanego traktatu CFE oraz przedstawicielem polskiego urzędującego przewodniczącego OBWE. Powierzono mu również funkcję pełnomocnika ministra spraw zagranicznych ds. przeglądu polityki bezpieczeństwa.
Pracował także na placówkach dyplomatycznych w Dar es Salaam (1962–1965), w Buenos Aires (1967–1971) i w Nowym Jorku w ramach misji przy ONZ (1981–1986). Od 1992 do 1997 był ambasadorem Polski przy Biurze ONZ w Wiedniu. W latach 2000–2002 był ambasadorem RP w Hiszpanii z jednoczesną akredytacją w Księstwie Andory. Od 2002 do 2007 był stałym przedstawicielem RP przy NATO w Brukseli.
Od 2007 do 2010 pełnił funkcję prezesa Stowarzyszenia Euro-Atlantyckiego, później został wiceprzewodniczącym rady wykonawczej tej organizacji. W 2013 objął stanowisko profesora nadzwyczajnego na Akademii Finansów i Biznesu Vistula.
Odznaczony Krzyżem Oficerskim Orderu Odrodzenia Polski (1998), Odznaką Honorową „Bene Merito” (2012) oraz Medalem 100-lecia ustanowienia Sztabu Generalnego Wojska Polskiego (2018). W 2006 otrzymał ukraiński Order „Za zasługi” I klasy.
W 2014 nakładem wydawnictwa Bellona ukazały się jego wspomnienia Dyplomata: w salonach i politycznej kuchni.

## Życie prywatne
Żonaty z Izabellą Janowską-Nowak, z którą ma dwoje dzieci. Artur Domosławski w książce Kapuściński non-fiction określił Jerzego Nowaka jako najbliższego przyjaciela Ryszarda Kapuścińskiego. Posługuje się językiem angielskim, hiszpańskim i rosyjskim.

## Publikacje książkowe
- Jerzy Maria Nowak, Współpraca kulturalna Wschód-Zachód w Europie, Warszawa: Książka i Wiedza, 1982, s. 385, OCLC 830229214.
- Jerzy Maria Nowak, OSCE 1998: the Polish Chairmanship. Documents and speeches, Warszawa: Administrative and Maintenance Services Ministry of Foreign Affairs, 1999, s. 168, ISBN 83-907665-2-3.
- Jerzy Maria Nowak, Od hegemonii do agonii: upadek Układu Warszawskiego – polska perspektywa, Warszawa: Bellona, 2011, s. 367, ISBN 978-83-11-12023-5.
- Jerzy Maria Nowak, Dyplomata: na salonach i w politycznej kuchni, Warszawa: Bellona, 2014, s. 413, ISBN 978-83-11-13186-6.